# Dutty Rock
Dutty Rock — второй альбом известного регги-исполнителя Шона Пола (Sean Paul). Выпущен 26 ноября 2002 года. Изданы синглы «Gimme The Light», «Get Busy», «Like Glue» и «I’m Still in Love with You», все прибывавшие в UK Singles Chart. Альбом занимал #2 позицию в UK Albums Chart и #9 позицию в U.S. Billboard 200 Albums Chart. Это единственный альбом Шона Пола, получивший предупреждение о нецензурной лексике.
В 2003 было выпущено переиздание альбома для международных продаж, включавшее в себя синглы «It’s On» и «Baby Boy». «Baby Boy» с участием Beyoncé стал одним из лучших хитов 2003 года и держался на вершине хит-парадов в течение девяти недель. Альбом был распродан тиражом 2 млн копий только в США и получил премию «Грэмми» в категории «Лучший рэгги-альбом» (2004).

## Список композиций
1. «Dutty Rock Intro»
2. «Shout (Street Respect)»
3. «Gimme the Light»
4. «Like Glue»
5. «Get Busy»
6. «Baby Boy» (при участии Бейонсе)
7. «Top Of The Game» (при участии Rahzel)
8. «Police Skit»
9. «Ganja Breed» (при участии Chico)
10. «Concrete»
11. «I'm Still in Love with You» (при участии Sasha)
12. «International Affair» (при участии Debbie Nova)
13. «Can You Do The Work» (при участии Ce’Cile)
14. «Punkie»
15. «My Name»
16. «Jukin' Punny»
17. «Uptown Haters Skit»
18. «Gimme The Light (Pass The Dro-Voisier Remix)» (при участии Busta Rhymes)
19. «Bubble» (при участии Fahrenheit)
20. «Esa Loca» (при участии Tony Touch & R.O.B.B.)
21. «It’s On»
22. «Punkie (Español)»
23. «Samfy I (International Bonus Track)»

## Синглы
- «Gimme the Light»
- «Like Glue»
- «Get Busy»
- «Baby Boy»
- «I’m Still in Love with You»